# Metal Gear Acid
Metal Gear Acid – gra komputerowa, poboczna odsłona serii Metal Gear, wydana przez Konami w wersji angielskiej 22 marca 2005 roku. Produkcja w przeciwieństwie do głównych części cyklu z podtytułem Solid, nie jest skradanką, natomiast rozgrywka odbywa się w konwencji strategicznej gry turowej z wykorzystaniem kart. Gracz wciela się w postać Solid Snake’a, który w 2016 roku walczy z terrorystami porywającymi cywili, na terenie fikcyjnej afrykańskiej Republiki Tejan. Akcja jest podzielona na etapy, po ukończeniu każdego gracz otrzymuje wynik, za to jak dobrze poradził sobie z przeszkodami. Gra oferuje także tryb gry dwuosobowej poprzez technologię wi-fi.